# Castilleja arctica
Castilleja arctica är en snyltrotsväxtart. Castilleja arctica ingår i släktet målarborstar, och familjen snyltrotsväxter.

## Underarter
Arten delas in i följande underarter:
- C. a. arctica
- C. a. vorkutensis